# Therasea orba
Therasea orba är en fjärilsart som beskrevs av Smith 1903. Therasea orba ingår i släktet Therasea och familjen nattflyn. Inga underarter finns listade i Catalogue of Life.